# 비숍 라몬트
비숍 라몬트(Bishop Lamont, 본명: Philip Martin, 1978년 10월 31일 ~ )는 미국의 랩가수이다. 현재 닥터 드레의 애프터매스 소속이다. 지난 2005년부터 앨범을 낸다고 했으나, 결국 미루어져 2009년 'The Reformation'이라는 제목명으로 발매된다. 게스트로는 에미넴, 닥터 드레, 50 센트, T.I., 나스, 버스타 라임즈, 디제이 프리미어 등이 참여할 예정이다.

## 앨범

### 믹스테잎
- Who I Gotta Kill to Get a Record Deal, Vol. 1 (2001)
- Welcome 2 L.A. (2005)
- On My Way to Own tha Biz (2005)
- N*gger Noize hosted by DJ Skee (2007)
- Caltroit with Black Milk (2007)
- The Pope Mobile (2007)
- The Confessional hosted by DJ Whoo Kid (2008)
- Caltroit Metropolis with Black Milk (2009)

### 앨범
- The Reformation (2009) (발매예정)